# Château du Plessis-Macé
 (novembre 2015).
Si vous disposez d'ouvrages ou d'articles de référence ou si vous connaissez des sites web de qualité traitant du thème abordé ici, merci de compléter l'article en donnant les références utiles à sa vérifiabilité et en les liant à la section « Notes et références ».

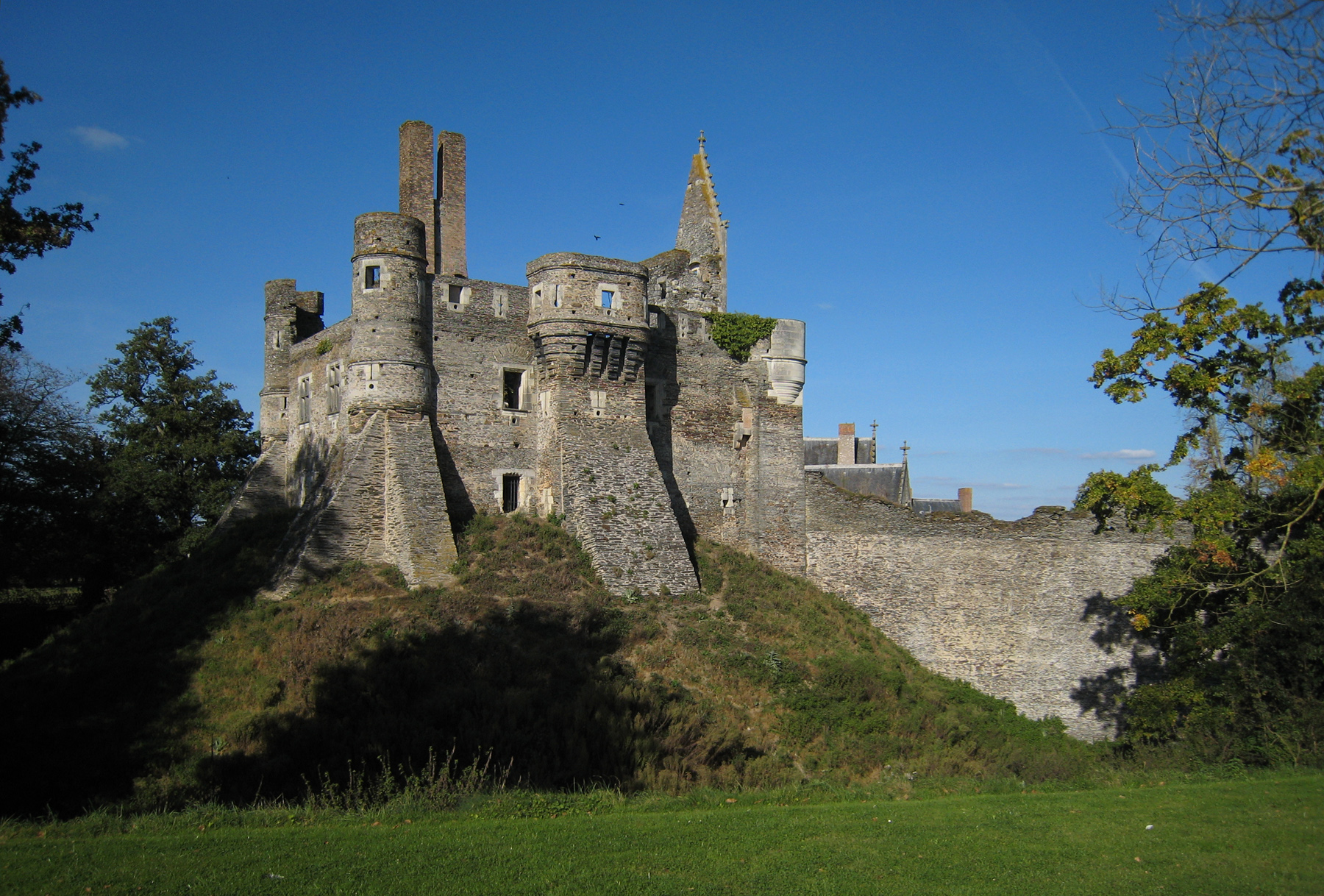
Vestige de la forteresse médiévale.

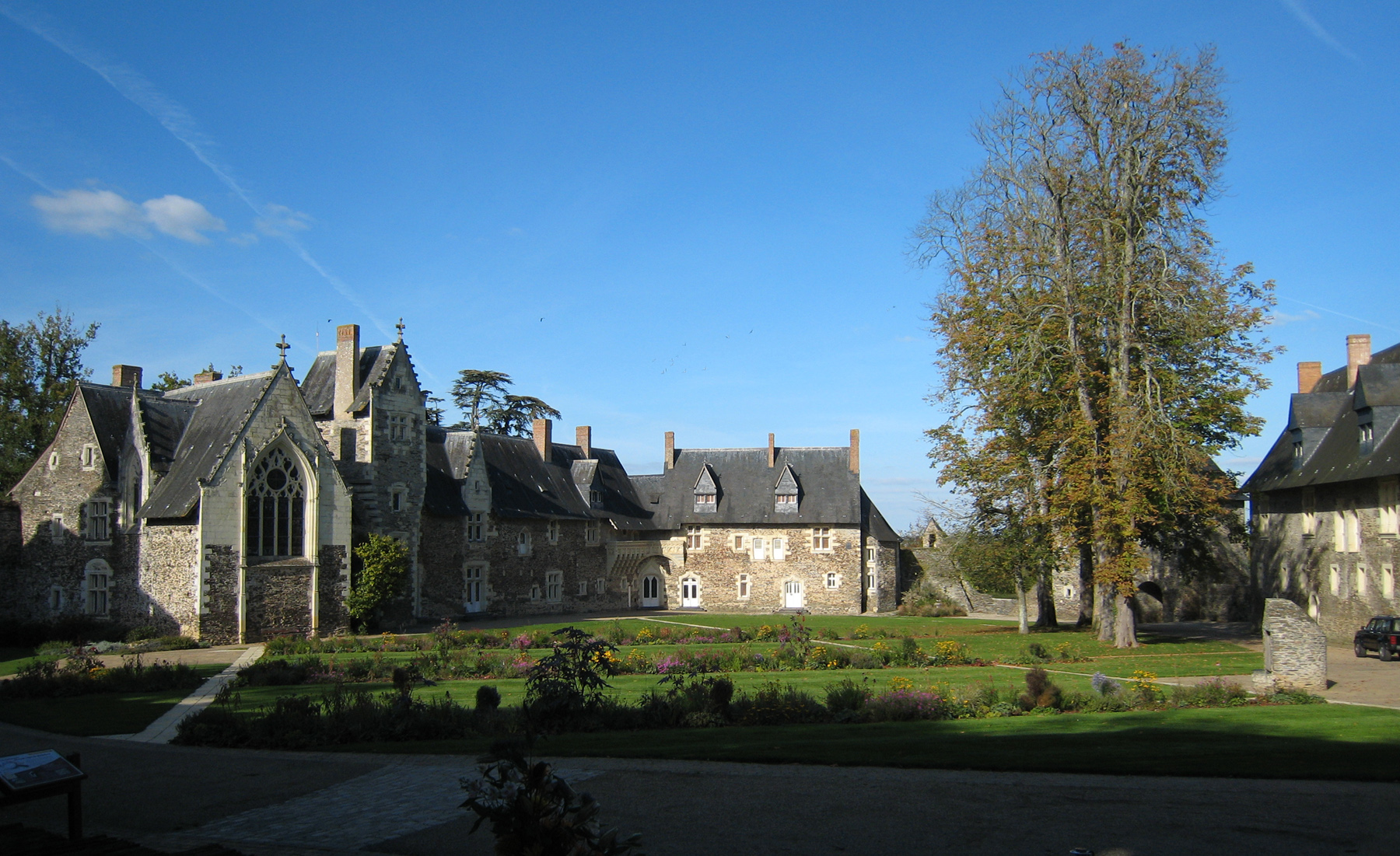
Logis et chapelle dans la cour du château.

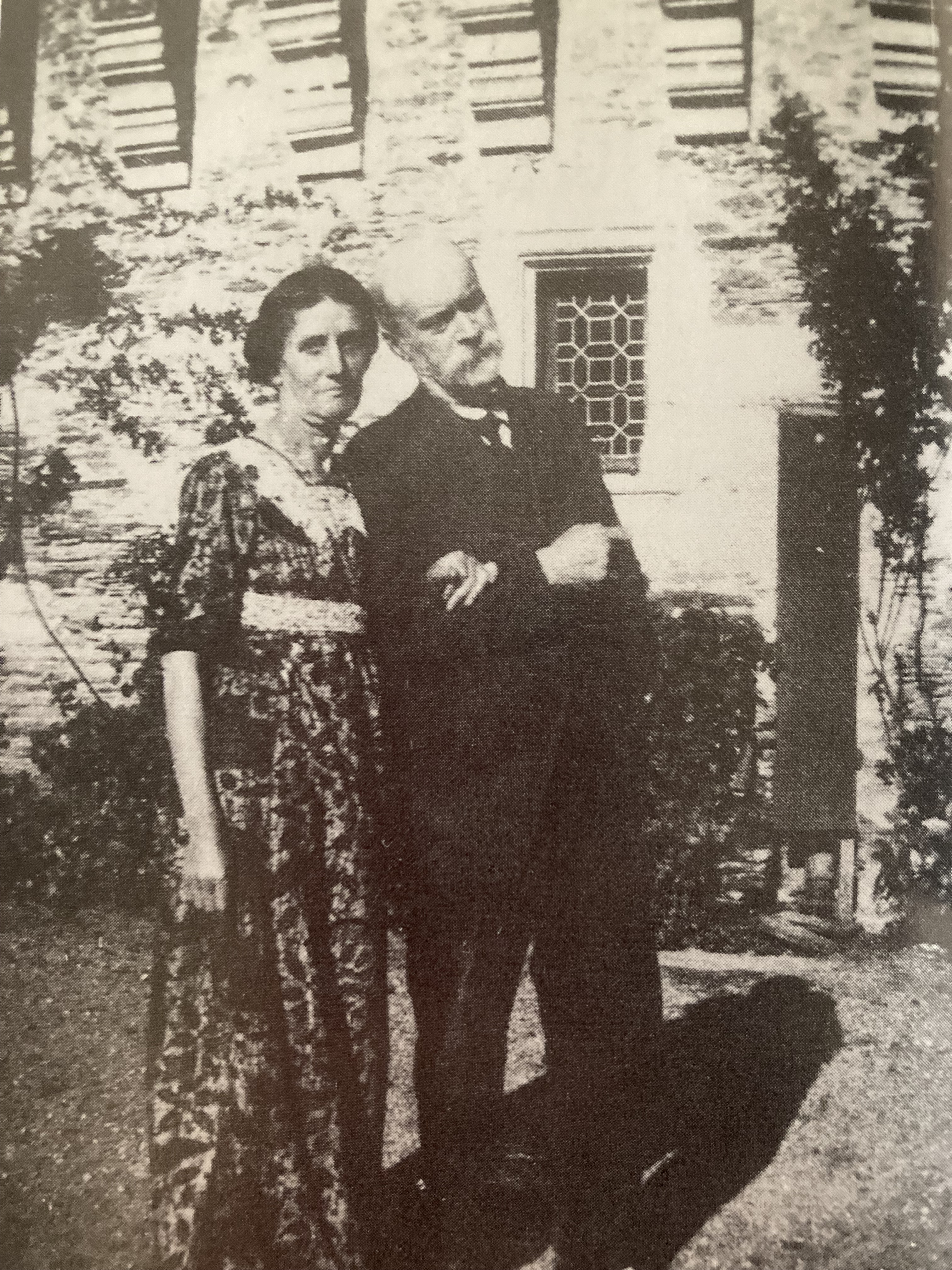
Charles-Victor Langlois (1863-1929) avec sa femme Camille Berthelot (1864-1928) dans la cour du Château

Le château du Plessis-Macé est un édifice médiéval, remanié au tout début de la Renaissance, qui se dresse sur la commune déléguée du Plessis-Macé au sein de la commune nouvelle de Longuenée-en-Anjou dans le département de Maine-et-Loire, en région Pays de la Loire.

## Localisation
Le château est situé au bourg à proximité de l'église Saint-Pierre du Plessis-Macé, à une dizaine de kilomètres au nord d’Angers, dans le département français de Maine-et-Loire.

## Historique
La seigneurie du Plessis-Macé a été successivement possédée, du XIe au XVIIIe siècle, par quatre familles liées par mariages  : celles du Plessis proprement dite, de la Haye-Joulain, de Beaumont et celle du Bellay.
Selon Célestin Port, le fief du Plessis est possédé à partir du XIe siècle par une famille seigneuriale (de gueules au treillis d'or) qui en prend le nom mais lui ajoute aussi le nom d'un de ses membres, Mathieu ou Macé Ier (Matheus de Plaxitio, fl. vers 1060), fondateur du prieuré. Son descendant Macé III disparaît vers 1290, puis l'héritière Isabeau transmet avant 1303 à son mari Hardouin de Fougeré de La Haye-Joulain (de gueules à la croix tréflée d'hermine). Au XVe siècle, l'héritière Catherine de La Haye/La Haie-Joulain, femme de Geoffroy de Beaumont (de gueules à l'aigle d'or), en fait don en mars 1434 à Louis II de Beaumont : était-ce leur fils, ou bien un cousin de Geoffroy ? (la généalogie des Beaumont-Bressuire est confuse : le père de Louis, selon les sources, serait Geoffroy ou Charles ou Guy de Beaumont ; sa mère serait Catherine de La Haie-Joulain ou Anne de Curton, ou Marie Chabot...).
Au milieu du XVe siècle, Louis de Beaumont (1407-1477), fils ou cousin de Geoffroy de Beaumont (le mari de Catherine de la Haye-Joulain ; les Beaumont sont la famille seigneuriale de Bressuire), conseiller-chambellan du roi Charles en septembre 1434 (puis de son fils Louis XI), entreprend la reconstruction du château fort en partie ruiné après la guerre de Cent Ans. Louis de Beaumont fut un homme de guerre de grande valeur et de grand courage. D'abord chambellan du duc d'Anjou, roi de Sicile, il devint conseiller et chambellan du roi de France, et de 1451 à 1462, sénéchal du Poitou. Il était l'un des favoris de Louis XI et fut de la première promotion des chevaliers nommés dans l'Ordre royal et militaire de Saint-Michel, ordre créé en 1469 par Louis XI pour remplacer celui de l'Étoile, dû au roi Jean Le Bon et tant prodigué dès l'origine qu'il avait perdu toute sa valeur (le roi voulait avoir l'équivalent de l'Ordre de la Toison d'Or, créé par le duc de Bourgogne, père de Charles le Téméraire, et dont celui-ci honorait ses fidèles). Après avoir guerroyé pendant plus de quarante années, Louis de Beaumont se retira en son château du Plessis-Macé, en 1471 et mourut vers 1475/1477.
C'est à partir de 1440 que Louis de Beaumont, transforma le château médiéval en château de style gothique flamboyant. Les épaisses murailles sont percées de fenêtres, et les tours sont conservées et coiffées de poivrières. Il construisit les deux balcons qui se font face : celui du logis seigneurial, où les dames assistaient aux tournois, et celui des servitudes. Il construisit également la tour d'escalier, mince à la base et qui va s'élargissant puis se redresse jusqu'au départ de son toit aigu, cette tour où les marches sont si douces « qu'une mule y peut à l'aise monter et descendre ». Il construisit également le donjon à l'emplacement où s'élevait celui du XIIe siècle, probablement rasé. On voit encore au fronton de ce dernier, de nos jours rénové, l'écu des Beaumont. À l'été 1472 il reçut le roi son seigneur, Louis XI, encore en lutte contre le duc de Bretagne : plusieurs lettres signées de Louis XI sont datées du séjour qu'il fit au château ; c'est de là que le roi partit pour le siège d'Ancenis (juillet 1472). Au total, quatre rois de France y ont séjourné, Louis XI, Charles VIII, François Ier, et Henri IV en mai 1598.
Au décès de Louis de Beaumont, c'est son fils Thibault qui en hérita. Il continua au Plessis l'œuvre paternelle en faisant agrandir les douves. Comme son père, il servit le roi dans ses guerres de Bretagne et ailleurs, militairement et en missions politiques. Il fut gouverneur d'Anjou. Il reçut au Plessis-Macé, le 26 mai 1487, le jeune roi Charles VIII, alors âgé de 17 ans. Thibault avait épousé Jeanne de Beaumont, sa cousine, des Beaumont-Bressuire, la branche aînée. Mais Thibault n'eut pas d'enfants. À sa mort, en 1510, il léguait tous ses biens à son beau-frère, Eustache du Bellay dit le solitaire de Gizeux, époux en 1461 de sa sœur Catherine de Beaumont.
Ainsi, les Beaumont furent les possesseurs de la baronnie pendant 70 ans seulement. Les du Bellay en furent les maîtres pendant près de 170 ans.
Eustache du Bellay (vers 1440-1504) avait été chambellan du roi René et fut plus tard conseiller et chambellan du roi de France Louis XII. Sa descendance fut glorieuse puisqu'il fut le grand-père du poète Joachim du Bellay (issu de son dernier fils Jean), et l'oncle du célèbre cardinal du Bellay, évêque de Paris, ambassadeur du roi François Ier auprès d'Henri VIII d'Angleterre, dont il s'efforça en vain d'empêcher la rupture avec l'Église romaine.
Au décès d'Eustache, c'est à son fils aîné René Ier du Bellay († av. 1532) qu'est revenue la baronnie. Le roi de France François Ier vint au château en septembre 1532 en revenant de Nantes (il y était déjà passé en juin 1518). C'est également au Plessis-Macé que fut révisé et mis au point par lettres patentes du 3 septembre 1532, le traité de Vannes qui réglait de façon définitive l'union de la Bretagne à la France. 
La descendance de René hérita du Plessis-Macé, plus précisément la postérité de son dernier fils Jacques du Bellay († 1580) et des deux fils de ce dernier : René II du Bellay, prince d'Yvetot [père du prince Martin III (1571-1637), père lui-même du prince Charles (1599-1661)] ; et Eustache du Bellay de Commequiers († vers 1589 ou vers 1608 ? ; grand-père de Guy du Bellay de la Courbe). Le prince Charles d'Yvetot aliène le Plessis-Macé par étapes entre 1640 et 1649 (vente finale de la terre du Plessis-Macé à Jacques Danes, évêque de Toulon) : mais son cousin Guy du Bellay de la Courbe, petit-fils d'Eustache de Commequiers, en obtient le retrait lignager en 1650, suivi de son fils Antoine du Bellay. Cependant Guy et Antoine du Bellay se ruinent à la tâche et les créanciers d'Antoine obtiennent la vente de la baronnie à Guillaume Bautru le 12 mai 1678. Ainsi se terminait la lignée héréditaire des sires du Plessis-Macé, commencée, on l'a vu, au XIe siècle.
C'est donc en 1678 qu'Antoine du Bellay dut se séparer du château ancestral pour rembourser ses dettes. Guillaume III Bautru (1618-1711), qui détenait déjà plusieurs des fiefs dépendants de l'ancienne baronnie du Plessis-Macé, l'acheta : mais le château ne restera que 71 ans dans cette famille.
En 1749, comme celui de Serrant, il fut acquis sur Madeleine-Diane Bautru (1668-1753 ; petite-fille de Guillaume III Bautru, duchesse d'Estrées par son mariage avec François-Annibal III) par les Walsh (Antoine et son frère François-Jacques), riches armateurs nantais d'origine irlandaise. James Walsh (?-1683) le premier membre établi en France, grand-père d'Antoine et François-Jacques, avait été, le capitaine de marine qui fit passer la mer au roi Jacques II fugitif.

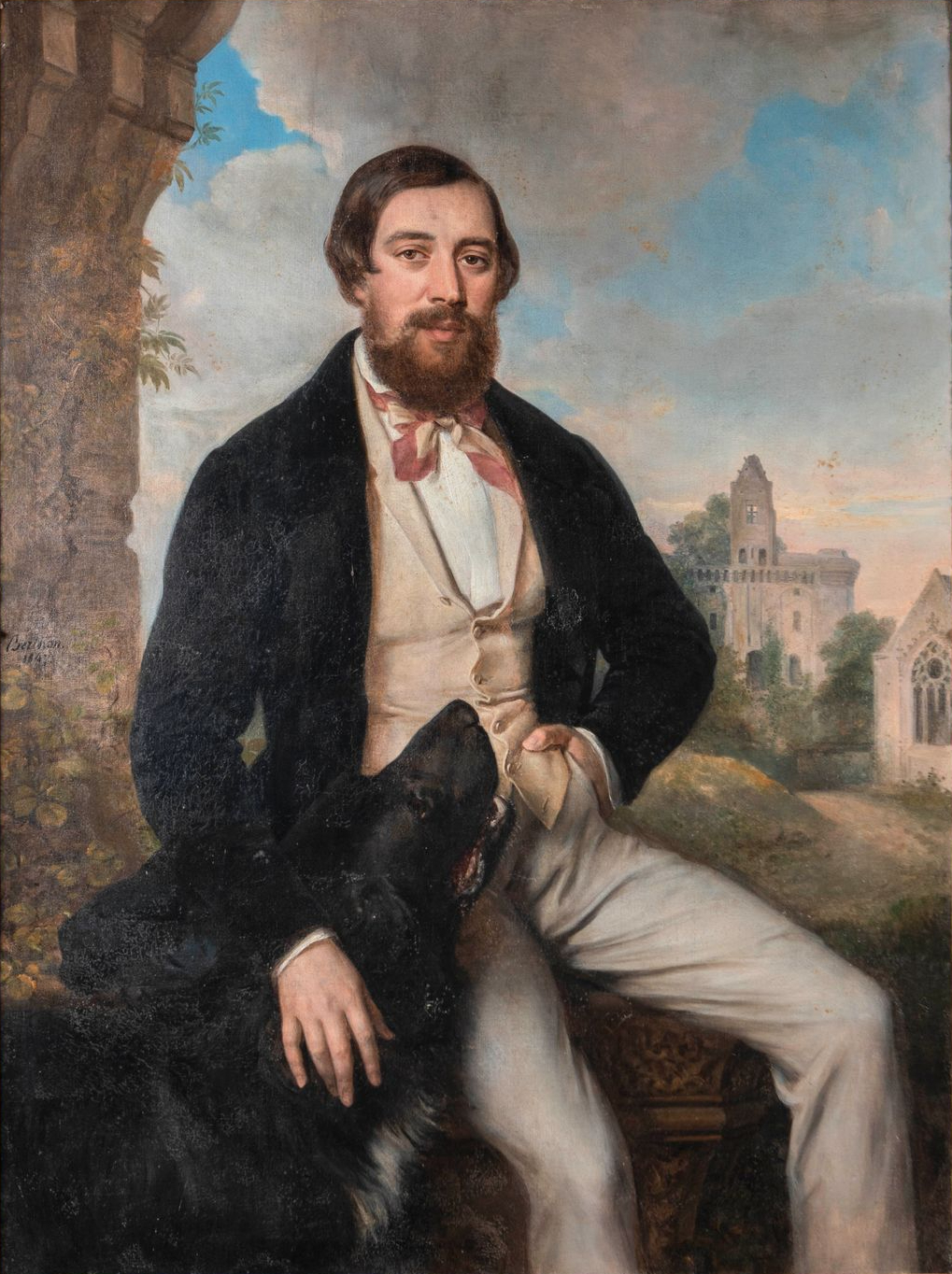
René Théodore Berthon, Portrait de François Alfred Walsh (1814-1876), second époux de Sophie Legrand, représenté avec son chien devant le Donjon et La Chapelle du Château du Plessis-Macé, 1847

Au siècle suivant, en ayant recouvré la propriété, Sophie Legrand (1801-1872), comtesse Walsh de Serrant en 1823, entreprit de restaurer et d'orner le château « dans une vision passionnée du gothique » (Guy Le Goff, op.cit.), et acheta pour le décorer des suites de tapisseries (archives de Serrant) ; il fut vendu  en 1888.
Monsieur et Madame Gouraud d'Ablancourt (1853-1941) achetèrent alors le château et les métairies qui formaient autrefois la réserve enclose par les soins de Thibault de Beaumont. Marie d'Ablancourt perdit son père à l'âge de treize ans, se maria très jeune et eu quatre enfants. Elle fut une romancière très renommée utilisant le pseudonyme de "René d'Anjou" dont elle signa un certain nombre de ses oeuvres (60 volumes environ).
Ils ne le conservèrent que 20 ans et en 1908 le vendirent — sans les fermes — à l'historien Charles-Victor Langlois qui consacra une grande partie de son temps libre à le restaurer peu à peu, avec l'aide de sa femme, Camille Berthelot, fille de Marcellin Berthelot, et de ses enfants. Ces années de travail ne sont pas étrangères au classement du château comme Monument historique peu avant la mort de son fils Philippe Langlois-Berthelot, qui décida alors d'en faire don à l'État en 1967. Mais ce don n'est fait qu'en partie puisque dans l'acte de donation, il a été disposé que les descendants du donateur, Philippe Langlois-Berthelot,  pourraient continuer à y résider. En conséquence quelques pièces sur deux étages ne font pas partie de la visite guidée du château puisqu'à usage privé.
Le château est un des lieux privilégiés du festival d'Anjou avec plus de 1 400 places en gradins érigés au centre de la cour d'honneur du château pour le festival d'été annuel.
En 1971 puis une nouvelle fois en 2009, quelques scènes de La Dame de Monsoreau ont été tournées au château.

## Protection
Le château du Plessis-Macé fait l’objet d’un classement au titre des monuments historiques par arrêté du 14 mai 1962 et le site est classé le 24 février 1987.